# 1909 en littérature
| Années de la littérature : 1906 - 1907 - 1908 - 1909 - 1910 - 1911 - 1912    |
| Décennies de la littérature : 1870 - 1880 - 1890 - 1900 - 1910 - 1920 - 1930 |

Cet article présente les faits marquants de l'année 1909 en littérature.

## Événements
- Selma Lagerlöf reçoit le prix Nobel de littérature : romancière et nouvelliste suédoise, c'est la première femme à qui cette distinction littéraire est décernée.
- 1er février : Création de La Nouvelle Revue française de Gide, Jacques Copeau et Jean Schlumberger, à l’origine des éditions Gallimard.

## Essais
- Janvier : Manifeste du futurisme, de Filippo Tommaso Marinetti.
- Juin : Enquête sur la monarchie, de Maurras.
- Novembre : Sang du Pauvre, de Léon Bloy.

- M. de Nansouty, Les Trucs du théâtre, du cirque et de la foire, éd. Armand Colin
- Yves Delage et Marie Goldsmith, Les Théories de l’évolution, éd. Flammarion, Bibliothèque de philosophie scientifique
- The Promise of American Life, du progressiste Herbert Croly, qui réclame plus de discipline et de réglementations pour que le système américain survive.
- Les Grands Problèmes nationaux, de Molina Enríquez, qui analyse la situation du Mexique rural.
- Georges Vacher de Lapouge, Race et milieu social. Essais d'anthroposociologie, Paris, Marcel Rivière.

## Poésie
- Jean Cocteau, La Lampe d'Aladin

## Romans
- Juillet : André Gide, La Porte étroite.
- Henry Bordeaux, La Croisée des chemins.

## Théâtre
- 4 juillet : L’Assassin, espérance des femmes, drame expressionniste d’Oskar Kokoschka est joué à Vienne.
- Publication de Le Foyer, d'Octave Mirbeau
- Inauguration du Théâtre municipal de Rio de Janeiro.

## Prix littéraires et récompenses
- La suédoise Selma Lagerlöf obtient le prix Nobel de littérature. C'est la première femme à obtenir cette distinction.
- Prix Femina : Le reste est silence d'Edmond Jaloux
- Prix Goncourt : En France de Marius-Ary Leblond

## Principales naissances
- 23 janvier : Édith Thomas, écrivaine, historienne, archiviste et journaliste française († 7 décembre 1970).
- 3 avril : Vladimir Beliaev, écrivain soviétique († 11 février 1990).
- 22 avril : Vadim Kojevnikov, écrivain soviétique († 20 octobre 1984).
- 21 novembre : Mikhaïl Boubennov, écrivain soviétique († 3 octobre 1983).
- 26 novembre : Eugène Ionesco, dramaturge français († 28 mars 1994).
- 27 novembre : James Agee, romancier américain († 16 mai 1955).
- 5 décembre : Nikolaï Zadornov, écrivain soviétique († 18 septembre 1992).

## Principaux décès
- 27 janvier : Constant Coquelin, acteur français.
- 24 mars : John Millington Synge, écrivain dramatique irlandais.